# Vasaplan, Umeå

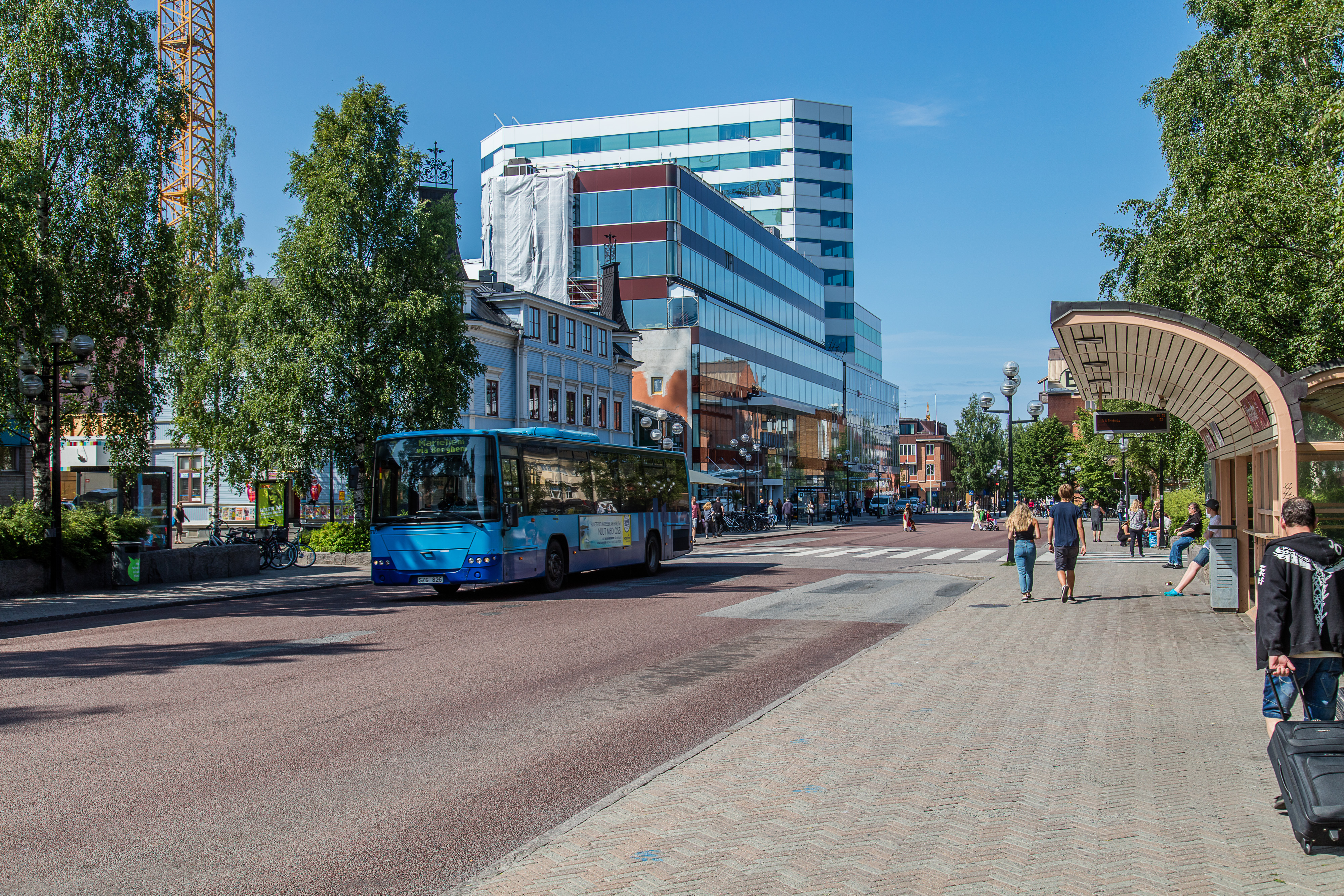
Vasaplan (före ombyggnad).

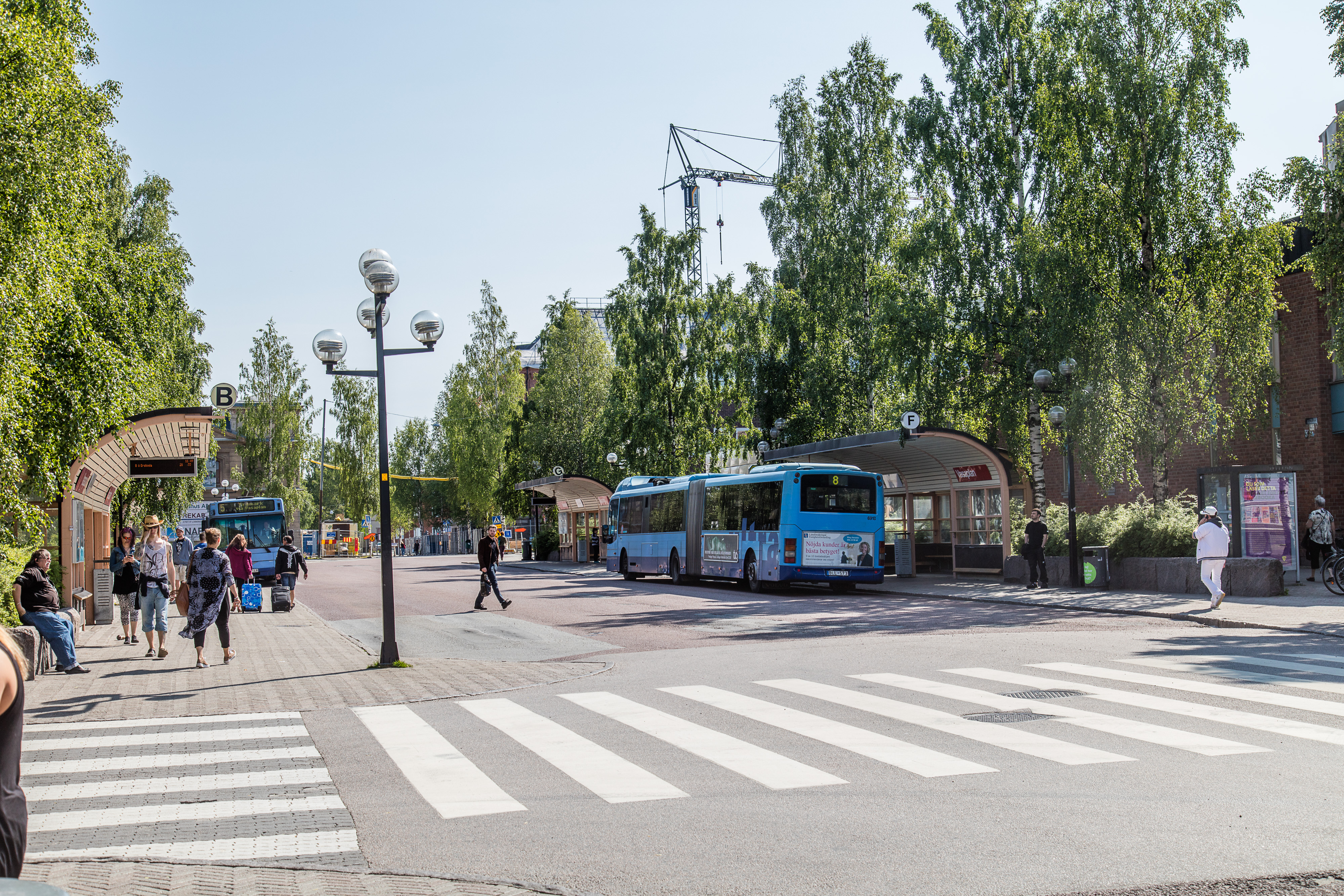
Vasaplan, korsning med Vasagatan (före ombyggnad).

Vasaplan är sedan invigningen 25 februari 1977 en knutpunkt för Umeå Lokaltrafik i centrala Umeå. Förutom stadsbussar, nattbussar och flygbuss går även en del av länstrafiken i Västerbotten från Vasaplan, men då på den korsande Vasagatan. Resten av länstrafiken och busslinjer till andra delar av landet går från Umeå busstation. 
Vasaplan ligger i huvudsak på Skolgatan, mellan tvärgatorna Rådhusesplanaden i väster och Västra Kyrkogatan i öster. I direkt anslutning till Vasaplan finns bland annat Umeå Folkets hus, Vasakyrkan, Pressbyrån, flera hotell och restauranger, kiosker och gallerian Utopia. I augusti 2016 öppnades det nya badhuset Navet närmast öster om Vasaplan. 
Under 2016–2017 byggdes Vasaplan om. De tidigare busshållplatserna togs bort och placerades istället längs en central mittrefug med vänstertrafik. För den nya arkitekturen svarade Wingårdh arkitektkontor. Utformningen av Vasaplatsen var ett av tolv byggnadsverk som 2019 nominerades till Träpriset 2020.
I oktober 2017 ordnades en omröstning om platsens namn av den satiriska Facebook-gruppen Umeå, meme-huvudstad 2018. Med hänvisning till arkitekturen blev omröstningens utslag att Vasaplan ska kallas Bastuplan.
Likt flera andra centrala bussgator i Sverige är Vasaplan uppvärmd med värmeslingor vintertid, för att minska risken för halkolyckor.

## Terminalens utförande
Vasaplan sträcker sig mellan Västra Kyrkogatan och Rådhusesplanaden respektive mellan Storgatan och Västra Norrlandsgatan. Terminalens huvuddel utgörs sedan 2017 av en mittplattform med fem hållplatslägen som betjänas av fyra av lokaltrafikens s.k. huvudlinjer, däribland stomlinjerna 1 och 8. Även tre så kallade direktbusslinjer använder den här delen av terminalen. I undantagsfall avgår även vissa av länstrafikens pendlarlinjer från denna del av terminalen. 
De två huvudlinjer som inte trafikerar Skolgatan västerut har i stället sina hållplatser förlagda längs Västra Kyrkogatan mellan Skolgatan och Kungsgatan. Även stadens flygbusslinje utgår härifrån. I samband med byggarbeten i närliggande kvarter med byggstart 2021 flyttades hållplatserna från Västra Kyrkogatan in på Elite Hotel Mimers tomt.
Ursprungligen utgick flygbussen från hållplatslägen på Vasagatan. Dessa har sedermera[när?] flyttats till Västra Kyrkogatan.
Mellan Storgatan och Kungsgatan, på västra sidan om Vänortsparken, finns ett hållplatsläge som trafikeras av transferbussen till/från Wasaline, men används även som parkering för bussar i beställningstrafik.
Längs Vasagantan mellan Skolgatan och Västra Norrlandsgatan har finns fyra hållplatslägen som trafikeras av Länstrafikens linjer till Bjurholm, Nordmaling, Vännäs, Robertsfors, Sävar, Holmsund, Gräsmyr, Hörnefors, Obbola och Tavelsjö. Fjärrbussar som Norrlandskusten och Blå vägen-trafiken avgår från Umeå busstation utan att trafikera Vasaplan.